# Adrián Martel
Pedro Julio César Martínez (Buenos Aires, 26 de abril de 1948 - 21 de febrero de 2013), conocido como Adrián Martel o por su apodo Facha Martel, fue un actor cómico y dramático argentino, reconocido por sus papeles en cine, teatro y televisión, principalmente en la década de 1980.

## Actividad profesional
Adrián Martel, cuyo nombre real era Pedro Julio César Martínez, creció junto a Juan Carlos Martínez, en el seno de una familia de clase media. Apodado el "Facha", debido a su elegancia y atracción hacia el público femenino, comenzó su popularidad argentina en la década ochentosa de la mano del capocómico Alberto Olmedo. Fue el prototipo de icono sexual de los ´80.
Antes de dedicarse a la actuación en teatro estuvo 6 meses en un equipo de fútbol de Mar del Plata. Era un fanático del Club de Gimnasia y Esgrima La Plata.
Fue amigo de Alberto Olmedo, Carlos Monzón, Bambino Veira, Cacho Rubio, los mediáticos Jacobo Winograd y Ricardo García (exesposo de Adriana Aguirre), Tito Hurovich, Tito Mariani, Romina Gay, el actor Carlos Calvo y el cantante Palito Ortega. A los 22 años conoció a quien sería su gran amigo, el doctor Alfredo Cahe, quien lo acompañó hasta el momento de su muerte.
En las noches de artistas llegó a dedicarse a vender relojes Rolex a varios famosos de aquel entonces. Llegó a ser dueño de una peluquería. Otros de sus pasatiempos era el de escribir poemas.
En 1980 formó junto a Carlos Calvo, Ricardo Darín, Raúl Taibo, Miguel Ángel Solá, Darío Grandinetti, Norberto Díaz, Jorge Mayorano, Carlos Olivieri, Pablo Codevilla, Marcelo Alfaro y Gonzalo Urtizberea un equipo futbolístico popular en aquella época llamada Galanes, cuyo director técnico era Luis Tasca. Juntos recorrieron el país jugando partidos a beneficio de alguna institución, por lo general contra viejas glorias del lugar o conjuntos integrados por periodistas.

### Filmografía
- 1979: Los drogadictos, dirigida por Enrique Carreras, junto a Mercedes Carreras, Graciela Alfano, Juan José Camero y Carlos Estrada.
- 1980: Comandos azules, junto a Jorge Martínez, Víctor Hugo Vieyra, Jorge Barreiro, Fernando Siro y Silvia Arazi.
- 1980: Comandos azules en acción, dirigida por Emilio Vieyra, como el Sr. Wemsley, junto a Jorge Martínez y Germán Kraus.
- 1984:Todo o nada, como Carlos Cazenave, junto a Julio de Grazia y Silvia Montanari.
- 1985: El telo y la tele, como Cacho, junto a Moria Casán, Emilio Disi, Jorge Martínez, Carmen Barbieri, Javier Portales, Haydée Padilla, Tristán, Luisa Albinoni, Guillermo Francella, Thelma Stefani, Mario Sánchez, Silvia Pérez, Víctor Bó, Elvia Andreoli y Amalia "Yuyito" González.
- 1985: Sucedió en el internado, en el papel del amante del personaje de Silvia Pérez, junto a María Valenzuela, Julio de Grazia, Mariana Karr, Silvia Pérez y Luis Luque.
- 1986: Correccional de mujeres, en el papel del novio de Laura, interpretada por Edda Bustamante, junto a Julio de Grazia, Edda Bustamante y Thelma Stefani.
- 1987:Los bañeros más locos del mundo, en el papel de León, junto a Emilio Disi, Alberto Fernández de Rosa, Gino Renni, Berugo Carámbula, Mónica Gonzaga, Horacio Ranieri y Mario Castiglione.
- 1987: El manosanta está cargado, en el rol de Adrián Martínez, junto a Alberto Olmedo, Javier Portales, Adriana Brodsky, Silvia Pérez, Susana Romero y Beatriz Salomón.
- 1988: Los pilotos más locos del mundo, junto a Emilio Disi, Gino Renni, Alberto Fernández de Rosa, Guillermo Francella y Amalia "Yuyito" González.
- 1988: Atracción peculiar, la última película de Alberto Olmedo y Jorge Porcel.[4]
- 2005: Cargo de conciencia, en el papel de Rivas, junto a Cristina Alberó, Alicia Zanca, Aldo Barbero y Ricardo Bauleo.
- 2009: Sin querer queriendo [5][6]
- 2010: Maytland, como un productor.
- 2011: El destino del Lukong, como Manchita.[7]

### Televisión
- 1971: Viernes de Pacheco
- 1972: Una Familia De Tantas, como Jesús, "el Marido de Graciela Isabel"
- 1973: El teatro de Pacheco (episodio: "El Burrito del teniente"), como Alberto
- 1979: Se necesita una ilusión, como Enrique
- 1980: Romina, como Valentín
- 1980: Un día 32 en San Telmo, como Darío
- 1981/1982: Departamento de comedia, como Facha
- 1981/1987: No toca botón, varios personajes[8]
- 1985: Increíblemente sola
- 1985 : Pelear por la vida, telenovela con Carlos Monzón
- 1992: Voy a pagar la luz
- 2001:Sodero de mi vida, como "Llave inglesa"[9]
- 2003: Son amores, como el mafioso Tripodi
- 2004: Los Pensionados, como Gracián
- 2006: Odisea de un viento de cambio
- 2007: Los lobos de la noche (programa de cable de la ciudad de La Plata)[10]
- 2007: 9 mm, crímenes a la medida de la historia (episodio: "El ministerio")

### Video
- 1989: Narcotráfico, juego mortal, con el personaje de Tito, junto a Julio de Grazia.

Participó en varios programas como invitado especial, como en 1987 en Conversando con Teté, conducido por Teté Coustarot en Canal 11, con Cocho López, Zulma Faiad y César Isella.
En 2009 realizó una entrevista para Medical Hair.
Con el pasar de tiempo y luego de la sorpresiva muerte de Olmedo y de los diversos escándalos en los que se lo mediatizó apareció esporádicamente en programas como Movete, Infama, Más Viviana, Rumores e Intrusos.

### Etapa como guionista
Además de escribir varios sketches que volcó en el teatro junto al "Negro" Olmedo, en 1999 trabajó como guionista, en Canal 9, del programa de Café Fashión.

### Circo
En 2001, y frente a su difícil situación económica, Martel aceptó ser el animador en un circo, incursionando así en el mundo de la magia.

### Teatro
- 1986: El bicho tuvo la culpa
- 1986: El Negro no puede, en el teatro Neptuno de Mar del Plata
- 1987/1988: Éramos tan pobres, con Olmedo y gran elenco.
- 1992: Temporada en Villa Carlos Paz en un espectáculo junto a Tristán y Beatriz Salomón, dirigido por Gerardo Sofovich
- 2008: Parado por retenciones, en el Teatro Foro Gandhi, junto a Teto Medina, Beatriz Salomón, Mariela Montero, Eugenia Puggioni y elenco.
- 2009: El champagne las pone mimosas, dirigido por Gerardo Sofovich, junto a Nazarena Vélez, Marcelo de Bellis y Claudia Fernández.

### Etapa como empresario
Trabajó un tiempo como administrador de algunos boliches nocturnos, como uno ubicado en el barrio de Palermo, de la ciudad de Buenos Aires.

## Vida privada
Desde sus comienzos tuvo varias relaciones amorosas, algunas más duraderas que otras, entre las famosas se destacan Mónica Gonzaga, Amalia "Yuyito" González, Noemí Alan y Sandra Villarruel. También tuvo una relación de casi tres años con una de las "chicas" de Tato Bores, Carina Ferreyra, y una secreta relación con Marcela Uset, hija de Marcela López Rey y exnovia del sobrino de Ricardo Alfonsín.
Estuvo casado por muchos años con Cristina Furri, a quien conoció cuando ambos eran muy jóvenes y con la que tuvo a sus dos hijos, Román y Soledad. Con el pasar de los años se enteró de que Soledad no era su verdadera hija, lo cual fue uno de los motivos de su ruptura matrimonial. Debido a su vida ligada al trabajo y a la noche, pasaba juntos a sus hijos una crianza en lugares no acordes a sus edades, ya que solía llevar a su hijo varón al hipódromo y a su hija a la discoteca New York City.
Debido a los varios juicios en los que se vio involucrado, estuvo alejado de la pantalla chica argentina. En su etapa de profunda crisis económica llegó a vender cuatro terrenos, un departamento y su auto para poder subsistir. Con el tiempo aumentaría 15 kilos y se dedicaría a vender ropa entre los empleados de los canales en los que, en su momento, fue una estrella. También jugaría en forma de cábala a la quiniela, apostando la cantidad de días que llevaba sin consumir drogas.

## Polémica
A lo largo de los años desde la muerte de Olmedo y el encarcelamiento de Monzón, Martel estuvo relacionado con numerosas denuncias y acusaciones. Fue un importante testigo en la causa por la muerte de la modelo Alicia Muñiz, ya que fue él quien los invitó, luego de encontrarse en un casino, a un club donde tomaron varias bebidas, momentos antes de que Carlos Monzón la asesinara.
El periodista Guillermo Patricio Kelly acusó públicamente, en el programa El pueblo quiere saber, conducido por Lucho Avilés y Oscar Otranto, que el actor era un drogadicto y narcotraficante, al decir que vendía drogas con Alain Delon en Marsella, Francia. El actor fue invitado a ese mismo programa y desmintió dichas acusaciones, aunque admitió que era consumidor: 

"He pasado a ser sinónimo de la droga".

 En el ciclo también dijo al respecto del caso de Monzón por el crimen de Muñiz: 

"A un amigo estoy dispuesto a apoyarlo en las buenas y en las malas. También estoy dispuesto a censurarlo y a no apoyarlo de ninguna manera si estuvo mal".

"Yo no lo defiendo, yo lo apoyo porque creo que fue un accidente, porque me lo dijo el mismo Carlos, a quien le creo".

El actor, después de esta agresiva acusación, intentó suicidarse al arrojarse de un octavo piso de su departamento. También en 1996 estuvo ligado al famoso "Caso Cóppola".
Tuvo fuertes roces con famosos como Chiche Gelblung, al ser invitado a su programa radial Hola Chiche, Nazarena Vélez, Guillermo Patricio Kelly, Daniel Comba, entre otros. En el programa Infama declaró que llegó a trabajar de Taxiboy. Comentó: 

"Yo fui taxi boy. Una vez me quisieron pagar con campos."

## Fallecimiento
En 2010 sufrió una fractura de cadera, a la que se le sumó una afección renal y coronaria (endocarditis bacteriana). En los primeros meses de ese año sufrió dos infartos cardíacos, por lo que debió someterse a dos bypass. Contrajo un virus que le provocó una infección intrahospitalaria y llegó a perder 40 kilos en pocos meses. Falleció el jueves 21 de febrero de 2013 a los 64 años en el sanatorio La Providencia, luego de sufrir un paro cardíaco. Sus restos fueron velados en la Av. Córdoba y descansan en el Panteón Argentino de Actores del Cementerio de la Chacarita.